# Супремус
«Супре́мус» — об'єднання художників-авангардистів, яке було засноване Казиміром Севериновичем Малевичем в 1915–1916 роки. Воно об'єднало художників, захоплених створеним Малевичем супрематизмом.
Незважаючи на те, що група «Супремус» проіснувала недовго, вона дала високі зразки творів образотворчого мистецтва, які зробили і роблять запрограмований вплив не тільки на сучасне українське, а й на світове мистецтво.

## Список членів
У складі гурту «Супремус» були такі художники:
- Архипенко, Олександр Порфирович (формально включений Малевичем)
- Давидова, Наталія Михайлівна
- Генке, Ніна Генріхівна
- Клюн, Іван Васильович
- Кручених, Олексій Єлисійович
- Малевич, Казимир Северинович
- Меньків, Михайло Іванович
- Пестель, Віра Єфремівна
- Попова, Любов Сергіївна
- Розанова, Ольга Володимирівна
- Рославець, Микола Андрійович
- Удальцова, Надія Андріївна
- Хлєбніков, Велимир
- Екстер, Олександра Олександрівна
- Юркевич, Мстислав Володимирович
- Якобсон, Роман Йосипович